# ディープリバー (オンタリオ州)
ディープリバー（英：Town of Deep River）は、カナダのオンタリオ州東部、レンフルー郡に位置する都市。オタワ渓谷を流れるオタワ川と面している。
町の主力産業は核エネルギーの研究で、カナダ原子力公社（AECL）の研究施設がチョークリバーの小さな町にある。このチョークリバー研究所（Chalk River Laboratories）ではCANDU炉の開発などが行われている。

## 歴史
1945年に、核研究施設の職員のための町として連邦政府が計画的に築いたことに始まる。今でも核産業を経済的な基盤としている。
1958年にマスメディアに取り上げられて以降、たびたび住み良い場所として特集されている。

## 文化
人口4,200人あまりと少ないにもかかわらずシンフォニー・オーケストラを持つことを特徴とする。風光明媚な場所であり、ハイキングにも適している。

## 統計
|          | 2006年      |
| -------- | ----------- |
| 面積     | 50.84 km²   |
| 人口     | 4,216 人    |
| 人口密度 | 82.9 人/km² |